# عطاملک جوینی
علاءالدین ابوالمنظر عطاملک بن بهاءالدین محمد جُوِینی (۶۲۳–۶۸۱ هـ ق) تاریخ‌نگار و ادیب ایرانی که در سده هفتم قمری می‌زیست. از آثار او جهانگشای جوینی و رسالهٔ تسلیةالاخوان است.
از نثر نویسان دوره مغول بود. کتاب تاریخ جهانگشای او نثری پیچیده داشت.
این کتاب در شرح ظهور چنگیز، احوال و فتوحات او، تاریخ خوارزمشاهیان، فتح قلعه‌های اسماعیلیه و حکومت جانشینان حسن صباح نوشته شده‌ است.

## زندگی
علاءالدین در سال ۶۲۳ ق. [۶۰۵ خ.] در شهر آزادوار، ولایت جوین خراسان متولد شد. او از خاندان بزرگ صاحب دیوان جوینی بود
. این خانواده، از قدیم در مغلولان در دستگاه حکومت بوده و معمولاً وظیفه صاحب‌دیوانی را عهده‌دار بوده‌اند و در زمانی قدیم‌تر، اجدادشان مقام حجابت و وزارت خلفای عباسی را برعهده داشته‌اند. پدر و پدربزرگ او از جمله صاحب دیوانانی بودند که در سده‌های پنجم، ششم و هفتم قمری همواره متصدی مشاغل بزرگ و دولتی در زمان سلطان جلال‌الدین مِنکُبِرنی و اوگتای خان بودند. عطاملک از جوانی وارد کارهای دیوانی شد و به خدمت امیر ارغون حکمران خراسان درآمد و دو بار به همراه وی به پایتخت مغولستان قراقروم سفر کرد. در این سفرها با احوال مغولان آشنایی پیدا کرد و در همین مسافرت‌ها شروع به نوشتن کتابی با موضوع فتوحات مغولان کرد که به تاریخ جهانگشا شهرت دارد. در سال ۶۵۴ ق. که هلاکوخان مغول به خراسان آمد عطاملک به وی پیوست و در جنگ‌های وی با اسماعیلیانِ اَلَموت و خلیفه عباسی در بغداد همراه او بود؛ و با جلب رضایت هلاکو توانست قسمتی از کتابخانهٔ اَلَموت را از نابودی نجات دهد. او همچنین در سقوط بغداد (۱۲۵۸) توسط هلاکو او را همراهی می‌کرد و در سال بعد به عنوان فرماندار بغداد، جنوب بین‌النهرین و خوزستان منصوب شد.

## درگذشت

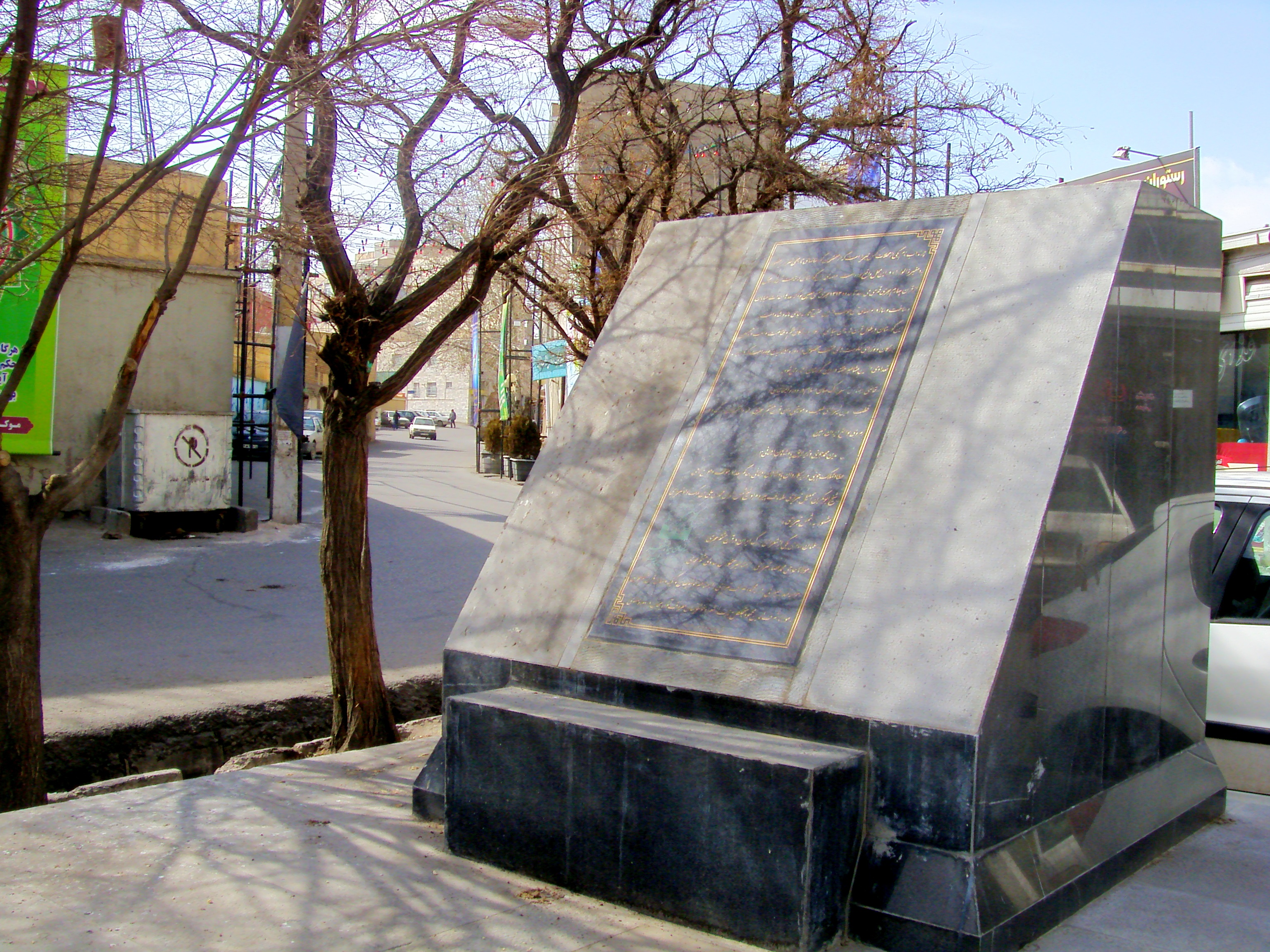
مقبرةالوزرای تبریز، آرامگاه عطاملک جوینی

پس از مرگ هلاکوخان، او به سعایت مجدالملک یزدی مدتی گرفتار گردید؛ زمانی که آزاد گشت در شب شنبه ۴ ذیحجه ۶۸۱ قمری (۲۲ اسفند ۶۶۱) در اران درگذشت. پیکر او را به تبریز برده و در مقبره چرنداب به خاک سپردند. صدرالدین علی طوسی در اینباره سروده‌است:
| آصف عهد علاءِ حق و دین زبدهٔ کون |  | کرد بدرود جهان را چو سر آمدش زمان |
| در شب شنبه چارم ز مه ذیحجه     |  | سال بر ششصد و هشتاد و یکی در آران |